# Peter Gabriel
Peter Brian Gabriel (Chobham, Surrey, 13. veljače 1950.), britanski je pjevač, glazbenik i skladatelj koji je slavu stekao kao glavni pjevač i flautist progresivnog rock sastava Genesis. Nakon što je 1975. napustio Genesis, Gabriel je nastavio uspješnu solo-karijeru čijim vrhuncem se obično smatra album So, iz 1986. koji je bio komercijalno najuspješniji u njegovoj karijeri. Na njemu je snimio pjesmu "Sledgehammer", koja je 1987. godine osvojila devet rekordnih nagrada glazbenog kanala MTV i poslije postala poznata kao najizvođenija u povijesti MTV-ja.  Gabriel je nakon toga postao poznat i kao jedan od najistaknutijih humanitaraca među svjetskim glazbenicima, kao i promotor svjetske etno glazbe. 

## Diskografija
- Peter Gabriel 1 (Car) (1977.)
- Peter Gabriel 2 (Scratch) (1978.)
- Peter Gabriel 3 (Melt) (1980.) / Ein deutsches Album (1980.)
- Peter Gabriel 4 (Security) (198.2) / Deutsches Album (1982.)
- Birdy (1985.)
- So (1986.)
- Passion (1989.)
- Us (1992.)
- OVO (2000.)
- Long Walk Home (2002.)
- Up (2002.)
- Scratch My Back (2010.)
- New Blood (2011.)
- i/o (2023.)

## Vanjske poveznice

### Sestrinski projekti
|  | Zajednički poslužitelj ima još gradiva o temi Peter Gabriel |

### Mrežna mjesta
- Službena stranica
- Audio interview at BBC Wiltshire
- Peter Gabriel takes part in a panel at the Global Philanthropy Forum video  Arhivirana inačica izvorne stranice od 9. veljače 2009. (Wayback Machine)